# Orquesta Sinfónica de Madrid
La Orquesta Sinfónica de Madrid (OSM) es una agrupación musical española fundada en 1903. Es la orquesta titular del Teatro Real de Madrid desde 1998. 

## Historia

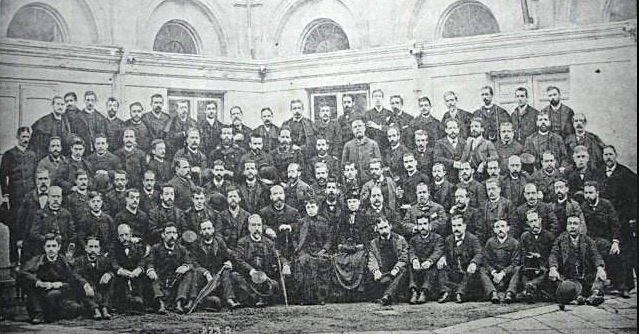
La Sociedad de Conciertos de Madrid.

Tras la crisis ocurrida en la orquesta de la Sociedad de Conciertos de Madrid, que en 1866 fundara Barbieri, durante el año 1903, sus miembros, la mayoría de ellos con puestos docentes en el Conservatorio de la Corte, decidieron agruparse en una nueva formación con la intención de mantener vivo el ambiente musical madrileño, sustituyendo a la orquesta de la Sociedad a la hora de programar conciertos sinfónicos. El plan para formar una nueva orquesta en Madrid se gesta en la casa del violinista José del Hierro, con el apoyo de sus compañeros habituales en sus giras de grupo de cámara Julio Francés (viola) y Víctor Mirecki (violonchelo), a los que se suman dos miembros de la Capilla Real, Francisco González (flauta) y Miguel Yuste (clarinete).
Tras una labor intensa de convencimiento del resto de maestros de la Sociedad de Conciertos madrileña, casi el 80% de esa orquesta pasa en bloque a la nueva. Como gran parte de los maestros eran también profesores en el Conservatorio, cubren rápidamente las vacantes con jóvenes promesas.
En la sala de ensayos del Teatro Real, en diciembre de 1903, se celebra la primera reunión formal en la que se crea la Asociación y se decide su nombre: Orquesta Sinfónica de Madrid. Se trata de una compañía privada de músicos, en la que los maestros aportan los medios iniciales para su sostenimiento compra de sillas y atriles, alquiler de la sala de ensayo, partituras, etc., pero que se mantendrá de conciertos y grabaciones, sin recurrir a la dependencia de otros organismos, bien públicos, bien privados, que pudieran intervenir en su funcionamiento y condicionar a los maestros, como había ocurrido en la extinta Sociedad de Conciertos de Madrid.

### La primera temporada
A través de José del Hierro y Víctor Mirecki se contacta con el director de orquesta español Alonso Cordelás, para que asumiera la dirección artística de la asociación. Este se traslada desde Múnich para ocupar su puesto, y trae con él las partituras con las que se celebrarían los primeros conciertos.
Bajo la dirección del maestro Cordelás, el 7 de febrero de 1904, la Orquesta Sinfónica de Madrid ofrece su primer concierto público en el Teatro Real, con un programa que incluye la Obertura de Don Juan de Mozart, En las estepas de Asia Central de Borodín, una paráfrasis para violín y orquesta sobre la Canción del premio de Los maestros cantores de Wagner, escrita por Wilhelmj, con José del Hierro como solista, la Obertura Fausto de Wagner, Romeo y Julieta de Chaikovski y la Cuarta Sinfonía de Schumann.
Cordelás intentó imponer desde el principio costumbres como la celebración de conciertos en dos partes (y no en tres), en día festivo y a primera hora de la tarde (las tres del mediodía). Pero en el tercer concierto ya se habían establecido de nuevo dos descansos, al sexto se volvió al horario nocturno (nueve menos cuarto de la noche), siguiendo la tradición madrileña. Los problemas de Cordelás no habían hecho más que empezar: primero, el enfrentamiento con los maestros por los ensayos y la organización de los conciertos; luego, con los dueños de las salas, por el horario de las actuaciones; y, finalmente, la mala crítica y el rechazo del público a sus capacidades artísticas le hacen presentar la dimisión al final de la temporada, arrastrando con él al concertino fundador, José del Hierro.
Los conciertos de esta primera temporada tuvieron gran repercusión y una buena entrada de público, salvando económicamente la orquesta, y supusieron los estrenos en Madrid de la Cuarta Sinfonía de Tchaikovski, la Primera Sinfonía de Brahms o la Primera Sinfonía de Haydn.

### El periodo de Arbós

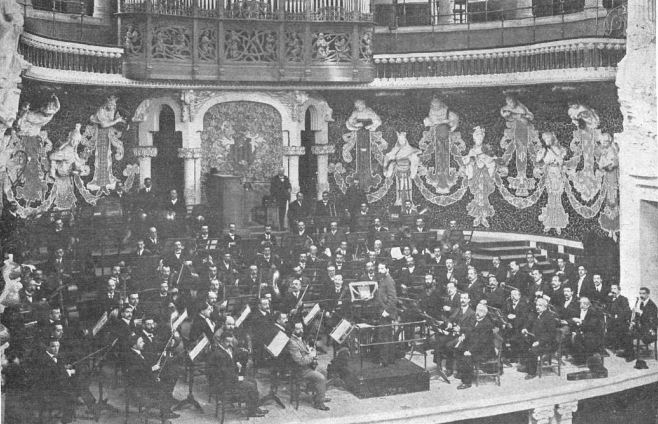
La orquesta en el Palacio de la Música Catalana de Barcelona en 1909

Tras la salida de Cordelás, Enrique Fernández Arbós, violinista y director de orquesta, y con grandes contactos, es elegido para dirigir la Orquesta Sinfónica. Su labor fue importante desde el inicio, reestructurándola totalmente, y presentando su nueva cara en un gran concierto celebrado el 16 de abril de 1905.
La dirección de Arbós sería ininterrumpida durante treinta años: durante este periodo la orquesta fija sus prioridades artísticas (promoción prioritaria de compositores y solistas españoles), logra su estilo sonoro particular, y establece unos principios de socialización musical que le llevan a la realización de conciertos didácticos y a la captación de nuevos públicos: precios más bajos, grandes aforos, giras. Además tuvo la capacidad de atraer a otros músicos internacionales para dirigir la orquesta, entre los que destacaron Ígor Stravinski y Richard Strauss.
Así, bajo la batuta de Arbós, pasarían por la Orquesta Sinfónica de Madrid casi todos los compositores españoles activos del primer tercio del siglo XX, destacando dos estrenos que tienen singular importancia: las Noches en los jardines de España de Manuel de Falla, el 9 de abril de 1916, en el Teatro Real con José Cubiles como solista; y el Segundo concierto para violín y orquesta de Serguéi Prokófiev, el 1 de diciembre de 1935, con Robert Soëttens en la parte solista y con el autor presente en la sala del Teatro Monumental.

### Época de crisis
Llegada la guerra civil española, cesa la actividad musical. La Orquesta intenta hacer algún concierto en la Madrid sitiada, pero el número de maestros es muy reducido, y estos se dedican a ganarse la vida actuando en pequeños grupos para sindicatos y partidos.
La posguerra supuso para la Orquesta Sinfónica de Madrid el inicio de un largo periodo de crisis, que se inaugura con la muerte, en junio de 1939, de Fernández Arbós, tras los primeros conciertos. A este tremendo golpe se suma la falta de varios maestros bien fallecidos en los dos bandos durante la contienda, bien exiliados tras el triunfo del general Franco. Finalmente, en 1940 se funda la Orquesta Nacional de España, con sede en Madrid, y la posibilidad de una orquesta fija con sueldos de funcionario, atrae a gran parte de los maestros de la orquesta, salvo aquellos que permanecen por fidelidad o por ser «sospechosos» para el nuevo régimen instaurado. La situación fue especialmente crítica para la sección de cuerda, que había perdido gran parte de sus miembros, plazas difíciles de cubrir por dos razones: la desaparición gran parte de estos instrumentistas durante la guerra o por el exilio, y la imposibilidad de contratar profesores europeos, en ese momento sufriendo los desastres de la Segunda Guerra Mundial. También en 1940 asume la dirección musical Enrique Jordá (que se mantendrá hasta 1945).
Pese a todo, la primera temporada tras el horror de la contienda fratricida, se programa para 1940, y la actividad se mantiene ininterrumpida durante esa década y la siguiente contando con la presencia de directores titulares o invitados como José María Franco Bordons, Pablo Sorozábal, Jesús Arámbarri, Joaquín Gasca, Conrado del Campo, Piero Gamba o Ígor Markévich.

### La orquesta en el foso
La actividad de la Orquesta cambia radicalmente en 1958, cuando es contratada en el Teatro de la Zarzuela como orquesta titular, y comienza a alternar su actividad en el foso y sobre el escenario. Con este motivo se nombra un nuevo director fijo, Vicente Spiteri, plaza que no había sido cubierta con regularidad desde la muerte de Fernández Arbós. La actividad durante estos años es incesante, realizando diversas giras por toda España y por el extranjero, sobre todo a Portugal y a Iberoamérica.
En 1965, la creación de otra nueva orquesta con sede en la capital, la Orquesta Sinfónica de RTVE, vuelve a despoblar la Sinfónica, que mantiene, durante toda la década de 1970, una vida musical muy asociada a las representaciones en el Teatro de la Zarzuela. También en esta época participa, con la casa discográfica Hispavox, en la grabación de un sinnúmero de zarzuelas y óperas españolas, colección muy valorada por su calidad y por ser la primera que acoge la música escénica española sin complejos.
Participa en todos los montajes realizados en el Teatro de la Zarzuela y, a partir de 1971, en el espectáculo musical Antología de la Zarzuela, dirigido por José Tamayo Rivas. En contraste, el número de conciertos sinfónicos que ofrece en estos años es muy reducido, y, la mayoría de las veces, en escenarios de segunda fila.
Esta situación de la orquesta influye en sus maestros, muchos de ellos ya a punto de jubilarse, que cobran bajos sueldos por un trabajo muy intensivo. Cubrir las plazas vacantes se convierte en un gran problema y la calidad musical de la orquesta se resiente.

### El renacer de una orquesta
La estabilidad de la institución, su experiencia, su histórica fama y su localización en Madrid alientan a Soledad Becerril, en ese momento ministra de Cultura, a ofrecer a la Orquesta Sinfónica de Madrid la firma de un contrato en el que estipula que atenderá en exclusiva las necesidades musicales del Teatro de la Zarzuela en sus tres actividades de ópera, ballet y zarzuela. Este contrato fue firmado en julio de 1981 y, para servir a los intereses del Teatro de la Zarzuela, la orquesta se reestructuró y poco a poco fue recuperando su calidad.
La inauguración del Auditorio Nacional de Música de Madrid también le proporciona nuevas expectativas, sobre todo referidas a la recuperación de su actividad sinfónica. Este ideal se mantiene tras la firma de un nuevo contrato, esta vez con la Comunidad de Madrid, para la programación de un ciclo de conciertos anual en el citado auditorio.
En 1997 la Orquesta deja el Teatro de la Zarzuela para ser la orquesta titular del recién reinaugurado Teatro Real de Madrid. Este contrato tiene vigencia hasta 2009.
En 1999 se realizan nuevos nombramientos —un nuevo director titular, Luis Antonio García Navarro; un director honorario, Kurt Sanderling; y un maestro compositor asociado, Cristóbal Halffter—; y, a instancias de la Fundación Teatro Lírico, se crea un coro dependiente de la orquesta, y se contrata a Martin Merry para dirigirlo.
Valiéndose de su especial posición en el ámbito institucional de la cultura madrileña, la Orquesta Sinfónica comienza a desarrollar un proyecto didáctico, con la creación de una orquesta-escuela, que se puso bajo la dirección de Andrés Zarzo.
En 2002, tras la muerte de García Navarro, la dirección titular de la orquesta fue asumida por el director musical del Teatro Real, Jesús López Cobos.

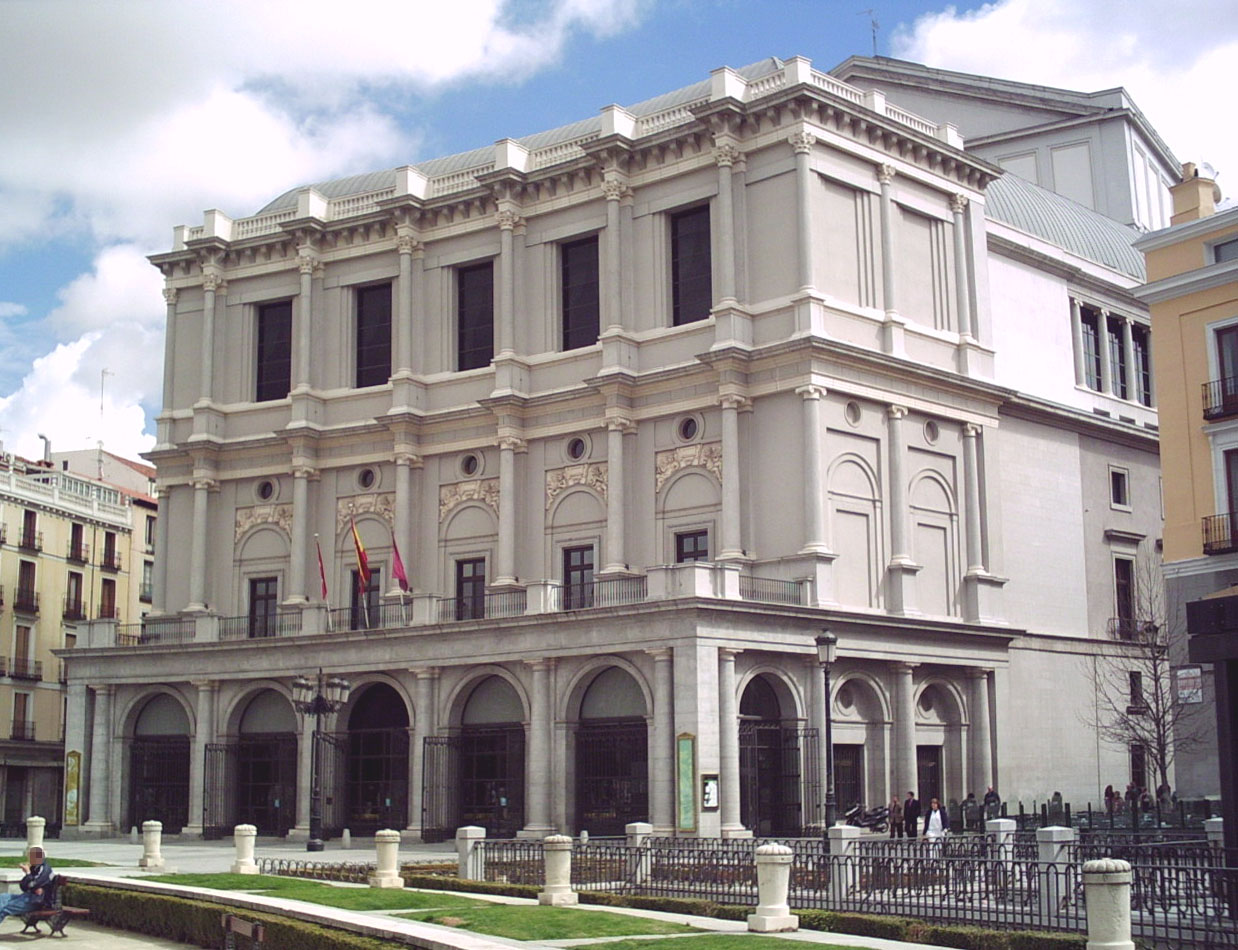
Teatro Real de Madrid, actual sede de la OSM.

## Organización interna
La Sinfónica de Madrid significa un punto y aparte en la burocratizada vida orquestal española. Su organización es autónoma, sin dependencia administrativa de ninguna institución de carácter público, algo que le otorga una manera de ser determinante a la hora de hacer un buen trabajo.
La orquesta es autogestionaria, prurito que llevan muy a gala todos sus profesores. Sin embargo, esta seña de identidad tiene como reverso la inseguridad laboral, lo que le ha llevado a perder parte de su plantilla con la creación de las orquestas Nacional y de RTVE, y estar siempre pendiente de los contratos o acuerdos de servicios que negocie la orquesta con las instituciones públicas. Tras el acuerdo firmado con el Teatro Real en 1997, la orquesta adquiere una estabilidad sin precedentes.
La Orquesta Sinfónica de Madrid sigue, con su unión al teatro lírico, un esquema muy parecido al de la Filarmónica de Viena, titular del Teatro de la Ópera de la capital austriaca.

## Directores principales
- Alonso Cordelás (1903–1904)
- Enrique Fernández Arbós (1905–1936/39)
- Enrique Jordá (1940–1945)
- Conrado del Campo (1946–1950)
- José María Franco (1951–1958)
- Vicente Spiteri (1958–1977)
- Luis Antonio García Navarro (1999–2001)
- Jesús López Cobos (2002-2010)
- Ivor Bolton (2015-)